# 捷报

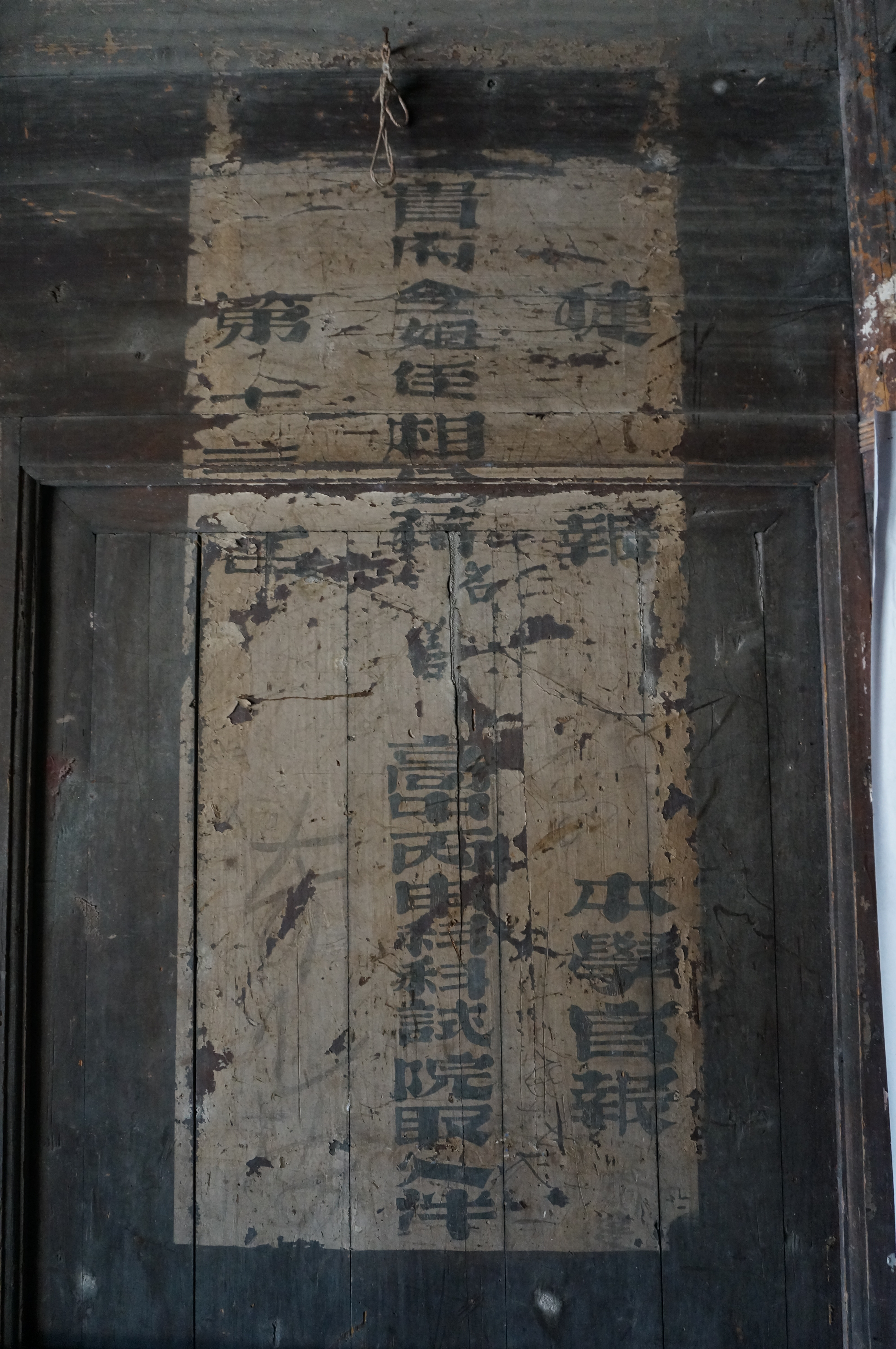
科举捷报，摄于浙江省象山县西周镇勤丰村。

捷报亦称喜报、捷书，为一种向上级、民众或相关人员（如家属等）迅速报告本部门、本单位或某个人所取得的成绩、成就或战果的专用文书，在军事上常用于报告用兵胜利的消息。